# Jakob Schmidt (Kirchenhistoriker)
Jakob Wilhelm Schmidt (* 23. Juni 1871 in Ober-Mörlen; † 1. Januar 1964) war ein deutscher katholischer Kirchenhistoriker, Domkapitular und Professor am Priesterseminar Mainz.

## Leben
Nach seiner Schulzeit studierte Jakob Schmidt am Priesterseminar Mainz. Zum Priester geweiht wurde er am 27. März 1897. Zunächst arbeitete er als Kaplan an der Mainzer Kirche St. Emmeran. Anschließend wechselte Schmidt zur Kirche St. Ludwig nach Darmstadt. 1898 kehrte er nach Mainz zurück, wo er Assistent am Priesterseminar wurde. Drei Jahre später wurde er Sekretär des Mainzer Bischofs Heinrich Brück. Unter ihm lernte er viel über die Kirchengeschichte und wurde durch ihn einer der bekanntesten Kirchenhistoriker und Kirchenliteraten zwischen Köln und Mainz. Bedeutende Werke aus dieser Zeit waren unter anderem „Die katholische Restauration der ehemaligen Kurmainzer Herrschaften Königsstein und Rieneck“ (1902), „Die Erzbischöfe von Mainz und der Heilige Stuhl“ (1911), das Lehrbuch „Grundzüge der Kirchengeschichte“ (1925) und das mit Gerhard Rauschen und Jakob Marx verfasste Werk „Illustrierte Kirchengeschichte“. Ab 1. Oktober 1902 wurde er Dozent am Priesterseminar Mainz. Am 16. April 1904 wurde er schließlich habilitiert und wurde Professor. 1906 wurde er Leiter der Wirtschaft des Priesterseminars Mainz. Vier Jahre später wurde er zum Professor für Kirchenrecht ernannt. 1924 wurde er Domkapitular und zwei Jahre später Offizial.
Ludwig Lenhart nannte ihn in einer Festschrift zu seinem 80. Geburtstag im Jahr 1951 einen „Nestor der Mainzer Kirchengeschichte“. 1954 wurde ihm von der theologischen Fakultät der Universität Mainz die Ehrendoktorwürde verliehen. 1956 wurde er mit 85 Jahren in den Ruhestand verabschiedet. Ein Jahr später legte er auch sein Amt als Kanoniker und alle anderen kirchlichen Verwaltungsämter nieder. Sein Engagement für die Interessen der Kirchenhistorik lebte er nun im Privaten aus. 1962 wurde ihm von der theologischen Fakultät der Universität Münster zu seinem 60-jährigen Doktorjubiläum für seine besonderen akademischen und wissenschaftlichen Verdienste ebenfalls die Ehrendoktorwürde verliehen. Zu diesem Anlass kam der Ordinarius für Dogmatik und spätere Mainzer Kardinal Hermann Volk aus Münster zu Schmidt.
Jakob Schmidt starb schließlich am Neujahr 1964 im hohen Alter von 92 Jahren. Er wurde auf dem Domfriedhof des Mainzer Doms bestattet.